# Safonowo
Safonowo (russisch Сафоново) ist eine russische Kreisstadt mit 46.116 Einwohnern (Stand 14. Oktober 2010) in der Oblast Smolensk. Sie liegt im Westen des Landes unweit der Grenze zu Belarus, 102 km nordöstlich der Gebietshauptstadt Smolensk, am Dnepr-Zufluss Wopez. Die nächstgelegene Stadt ist Dorogobusch, 20 km südlich von Safonowo entfernt.

## Geschichte
Erste Erwähnungen des Dorfes Safonowo unweit der Straße von Moskau nach Smolensk stammen aus dem Jahr 1859. Ende des 19. Jahrhunderts wurde parallel der Straße eine Eisenbahnstrecke verlegt, die ebenfalls nahe an Safonowo vorbei verläuft. 1929 wurde der Ort Verwaltungszentrum des neu gebildeten, gleichnamigen Rajons innerhalb der Oblast Smolensk. Mit dem Abbau der Braunkohle nahe Safonowo ab den 1930er-Jahren wurde der Ort zu einer Arbeitersiedlung ausgebaut, die 1938 den Status einer Siedlung städtischen Typs und 1952 schließlich den Stadtstatus erhielt.

### Bevölkerungsentwicklung
| Jahr | Einwohner |
| ---- | --------- |
| 1939 | 03.589    |
| 1959 | 31.709    |
| 1970 | 45.949    |
| 1979 | 52.954    |
| 1989 | 56.571    |
| 2002 | 48.209    |
| 2010 | 46.116    |

Anmerkung: Volkszählungsdaten

## Wirtschaft und Verkehr

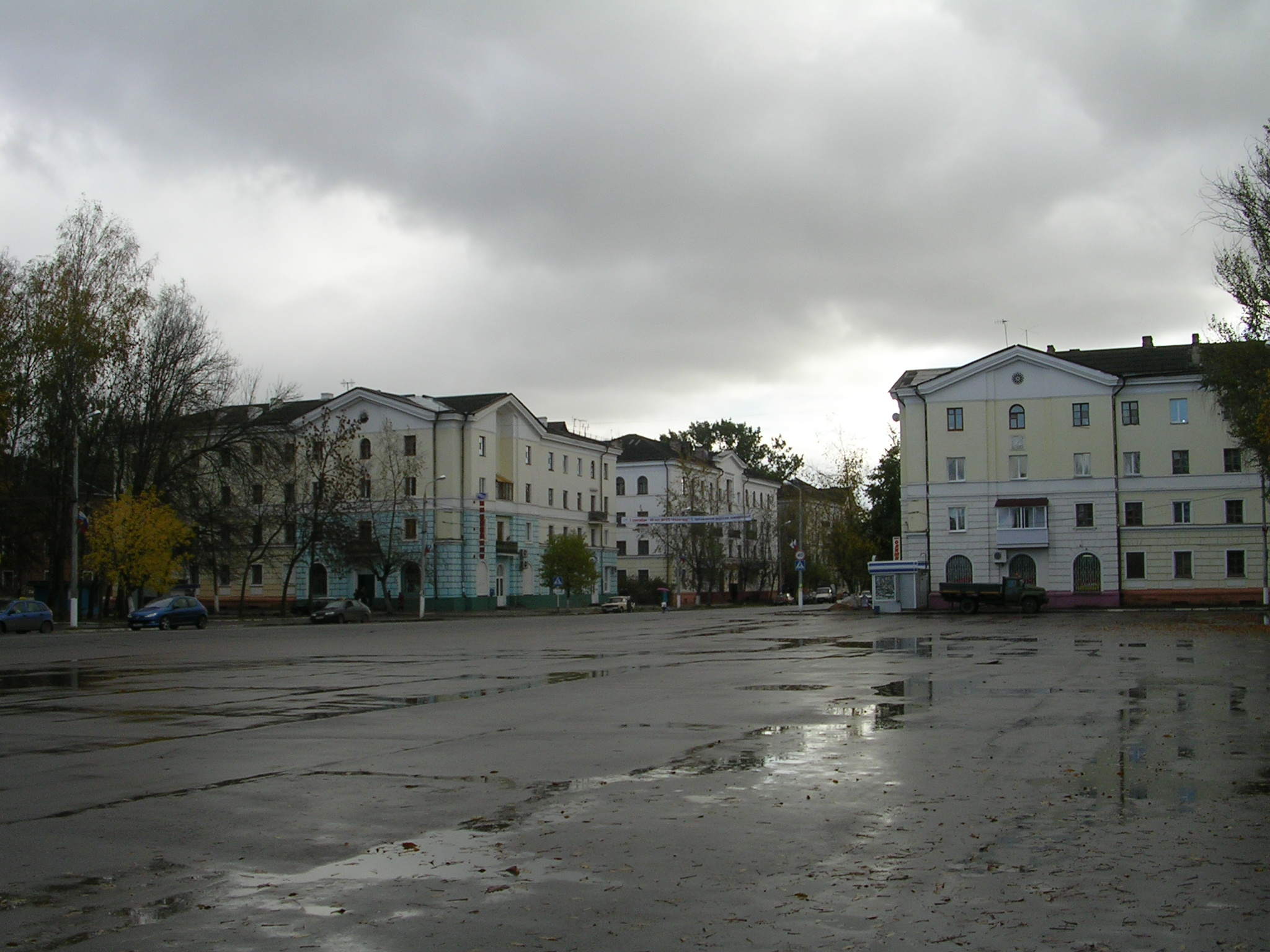
Die Lenin-Straße in Safonowo

Die Stadt besitzt chemische Fabriken sowie Maschinen- und Gerätebau, ferner unter anderem eine Ziegelei und ein Asphaltwerk. Der vormalige Braunkohleabbau mit neun Gruben wurde in den 1980er- und 1990er-Jahren wegen niedriger Rentabilität eingestellt.
Safonowo liegt an der russischen Fernstraße M 1 (Europastraße 30), die von Moskau nach Minsk führt. An der Eisenbahnmagistrale Moskau–Smolensk–Minsk–Warschau hat Safonowo einen Bahnhof.
Hauptachse der Innenstadt ist die Uliza Lenina (Lenin-Straße), an der sich die repräsentativsten Gebäude der Stadt, der zentrale Park und das Lenin-Denkmal befinden und welche an der Ewigen Flamme und dem dahinter liegenden Kulturpalast endet. Die anderen Straßen der Innenstadt sind auf diese ausgerichtet.